# Giovanni Savarese
Giovanni Savarese Rubinaccio (Caracas, 14 de julho de 1971) é um treinador de futebol e ex-futebolista venezuelano que atuava como atacante. Atualmente está sem clube.

## Carreira

### Como jogador
Savarese iniciou a carreira profissional com apenas 15 anos, no Deportivo Itália (clube hoje extinto). Até 1989, disputou 27 partidas e fez 7 gols.
Em 1990, mudou-se para os Estados Unidos, onde jogaria pelo LIU Brooklyn Blackbirds, time ligado à Long Island University - paralelamente, atuou no Greek American AA pela Cosmopolitan Soccer League, atuando em 45 partidas e fazendo 31 gols. Também teve passagens destacadas por Long Island Rough Riders e MetroStars (atual New York Red Bulls) entre 1994 e 1998, ano em que voltou ao seu país natal para defender o Caracas.
Regressou aos EUA em 1999, jogando 27 vezes pelo New England Revolution, com 10 gols marcados. Em 2000 foi para o Perugia, mas não chegou a entrar em campo, sendo emprestado à Viterbese no mesmo ano.
Vestiu também as camisas de San José Earthquakes, Swansea City, Millwall, Deportivo ItalChacao e Sassari Torres antes de voltar ao Long Island Rough Riders em 2004, se aposentando aos 33 anos.

### Carreira de treinador
Sua primeira experiência como treinador foi no New York Cosmos, onde já trabalhava desde 2010 como diretor das categorias de base da equipe, que planejava sua volta ao futebol profissional.
Após 153 jogos pelo Cosmos, Savarese deixaria o clube em 13 de dezembro de 2017 para "buscar novas oportunidades para sua carreira". 5 dias depois, assumiu o comando técnico do Portland Timbers, substituindo Caleb Porter.

## Seleção Venezuelana
Pela Seleção Venezuelana, Savarese disputou 30 jogos entre 1989 e 2001 e marcou 10 gols - o mais famoso deles contra a Argentina, em 1996. Porém, não chegou a disputar a Copa América pela Vinotinto durante o período.

## Títulos

### Como jogador
MetroStars
- MLS All-Star: 1996

### Como treinador
New York Cosmos
- Soccer Bowl: 2013, 2015, 2016
- North American Soccer League: 2013 (Fall), 2015 (Spring), 2016 (Fall)

Portland Timbers
- MLS is Back Tournament: 2020[5]

### Individuais
- U.S. Soccer Hall of Fame: 2007